# Dainius Adomaitis

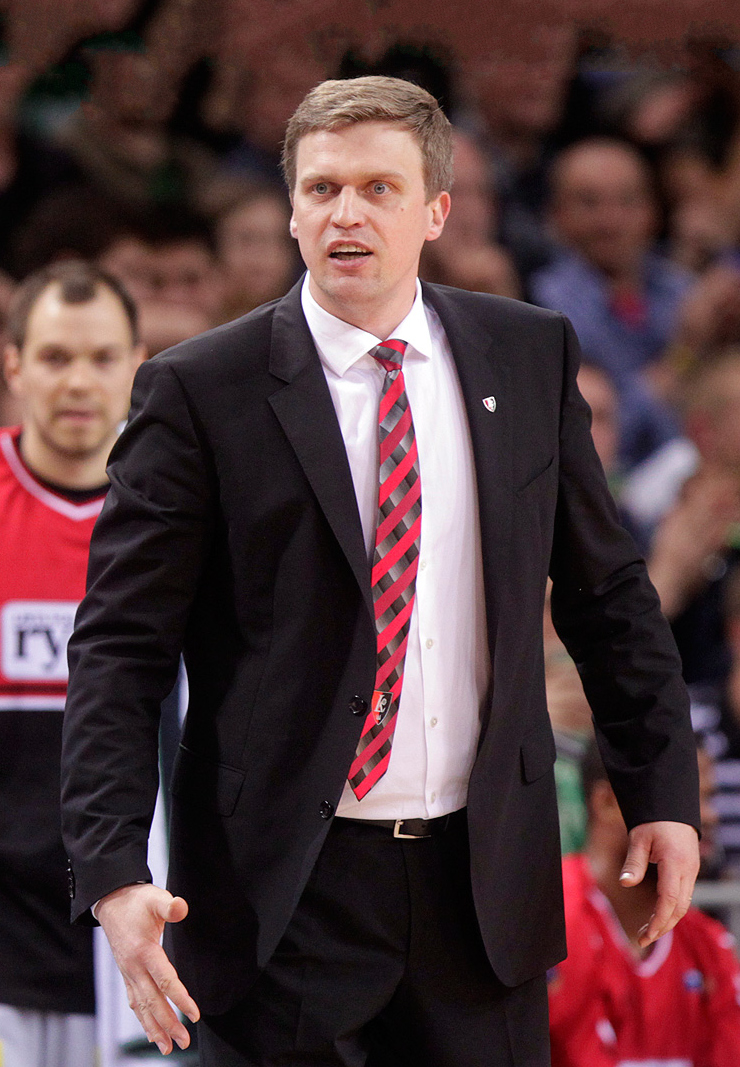
Dainius Adomaitis

Dainius Adomaitis (* 19. Januar 1974 in der Rajongemeinde Šakiai) ist ein litauischer Basketball-Trainer und ehemaliger Basketballspieler. Seit 2016 trainiert er die litauische Basketballnationalmannschaft. Von 2015 bis 2017 war Adomaitis Coach von BC Neptūnas in der litauischen Hafenstadt Klaipėda. Er ist olympischer Medaillengewinner (Bronze, Olympische Sommerspiele 2000). Er spielte auch für Śląsk Wrocław und Žalgiris Kaunas.